# Cos de Vigilància
El Cos de Vigilància, posteriorment denominat Cos d'Investigació i Vigilància, va ser una institució armada espanyola que va existir des del segle xix fins a poc després del final de la Guerra Civil Espanyola. La seva tasca no han de confondre's amb les funcions del Cos de Seguretat, que s'encarregava de la seguretat ciutadana i del manteniment de l'ordre públic. Constitueix un antecedent de l'actual Cos Nacional de Policia.

## Història

### Orígens i desenvolupament posterior
La policia espanyola té els seus orígens ja en 1824, però al llarg del segle xix va sofrir nombrosos canvis en la seva organització i composició. Ja en 1852 un Decret llei va establir la divisió de la denominada «Policia Governativa»: els policies uniformats passarien a constituir el Cos de Seguretat i els policies no uniformats passarien a constituir el Cos de Vigilància. Però el cos de Vigilància encara sofriria alguns canvis més fins que en 1886-1887 es van tornar a reorganitzar els serveis policials, novament dividits en un cos de Seguretat (policia uniformada) i de Vigilància (policia de paisà).
El reial decret de 27 d'octubre de 1887 va ser important en aquest sentit, ja que va aprovar el reglament intern del cos i va conferir una estructura organitzativa a l'acció policial. Així, el cos de Vigilància —de caràcter civil i els membres del qual anaven vestits de civil— va passar a quedar estructurat en dues escales, una "tècnica" i una altra "auxiliar". Els membres Escala tècnica es dividien en agents de 1a, 2a i 3a classe, inspectors de 1a i 2a classe, comissaris de 1a, 2a i 3a classe, comissaris caps, secretaris generals i comissaris generals, mentre que els membres de l'Escala auxiliar es dividien en agents de 1a, 2a i 3a classe, taquígrafs-mecanògrafs, i vigilants conductors de 1a, 2a i 3a classe. A nivell provincial, al capdavant de l'organització policial se situava un Comissari cap, que estava al capdavant tant del cos de Vigilància com del de Seguretat. Amb el canvi de segle es van produir nous canvis. En 1905 un reial decret va dividir l'organització del Cos de Vigilància en tres branques: Seguretat, Vigilància i Serveis Especials. A l'any següent es va aprovar una altra important mesura com va ser la constitució d'una Acadèmia Teòrico-Pràctica per a la formació de Policies; aquesta va tenir la seva seu a Madrid —no seria inaugurada fins a 1908— encara que aviat es va autoritzar l'obertura d'una altra seu a Barcelona.
A partir de 1912 el cos va passar a dependre de la Direcció General de Seguretat, organisme recentment constituït.
En 1930, sent director general de Seguretat el general Emilio Mola, va tornar a reorganitzar-se l'estructura interna del Cos de Vigilància, que a nivell provincial passaria a dependre de les Prefectures superiors de policia (que al seu torn depenien directament de la Direcció General de Seguretat, amb seu a Madrid).

### Segona República i Guerra civil
L'arribada de la Segona República va portar canvis al cos. El gener de 1933 va entrar en vigor una reorganització per la qual es va adoptar una nova denominació, la de «Cos d'Investigació i Vigilància», i el cos passaria a estar compost per 7 comissaris generals, 10 comissaris caps, 30 comissaris de 1a classe, 50 comissaris de 2a, 70 comissaris de 3a, 170 inspectors de 1a classe, 250 inspectors de 2a, 820 agents de 1a classe, 1.090 agents de 2a classe i 950 agents de 3a classe. En total, el cos va quedar format per 3.947 membres de l'Escala Tècnica. Les autoritats republicanes també van procedir a una limitada purga entre els membres del cos, molts d'ells destacats durant la monarquia o la Dictadura de Primo de Rivera. Ja en 1931 havien estat separats del cos uns 54 membres del cos, dels quals el cas més destacat va ser el del comissari Santiago Martín Báguenas. No obstant això, d'aquesta època van destacar més els canvis realitzats en el funcionament del cos. Es va reforçar el paper del Gabinet d'Identificació i es va millorar el seu funcionament mitjançant la implantació de noves directives. També es va reformar la Brigada d'Investigació Criminal per a millorar l'acompliment de les seves funcions, així com el Servei d'Automobilisme i els serveis de radiotransmissió.
Al començament de la Guerra Civil Espanyola, al juliol de 1936, el Cos de Recerca i Vigilància comptava amb gairebé 3.800 components; bona part del cos es va posar del costat de les forces revoltades. El 26 de desembre d'aquest any es va constituir en la zona republicana un «Cos de Seguretat» que unificava en una sola organització als antics cossos de Vigilància i de Seguretat, encara que amb dues branques: la civil i la militaritzada. En la zona revoltada va continuar existint durant la resta de la guerra.
Després del final de la contesa, el Règim franquista procedeix a una profunda purga i reestructuració de la policia. Mitjançant la «Llei de Reorganització dels Serveis de Policia» de 8 de març de 1941 es van reorganitzar les forces policials i el Cos de Vigilància i Recerca és substituït pel nou Cos General de Policia.

## Organització
Dins de l'organització interna, els efectius del Cos de Vigilància s'especialitzaven al seu torn en la persecució dels diferents tipus de delictes, agrupant-se així els seus efectius segons una divisió del treball que feien tant en Brigades i Divisions. Cap a 1930 existien una «Divisió d'Investigació Criminal» —que s'ocupava de la delinqüència comuna—, i una «Divisió d'Investigació Social» —dedicava a la persecució dels delictes "socials", les vagues o les pertorbacions de l'ordre públic.
Aquests eren els principals, però també existien altres seccions de diferent tipus:
- Servei de Ferrocarrils: encarregat de vigilar i controlar la delinqüència tant en les estacions de ferrocarril com als trens en trànsit.
- Servei de Ports Marítims: encarregat de vigilar i controlar la delinqüència a les zones portuàries
- Servei de Vigilància de Fronteres i Estrangers: entre les seves funcions estaven el control de passaports, les entrades i sortides clandestines del territori nacional, etc.
- Gabinets d'Identificació: encarregats d'efectuar la presa d'empremtes dactilars i de fotografies dels detinguts. Els gabinets d'identificació també tenien al seu càrrec la realització d'inspeccions oculars tècnico-policials en els llocs del delicte, constituint una espècie de primitiva policia científica.
- Inspeccions de Guàrdia: a càrrec dels detinguts i efectes confiscats, així com de la recepció de les denúncies.
- Servei per a la protecció de personalitats.
- Serveis burocràtics i Serveis de policia administrativa.

En 1932 els serveis de Ferrocarrils i Fronteres van ser assumits per una nova «Brigada Mòbil».